# Miguel Núñez de Prado
Miguel Núñez de Prado y Susbielas (Montilla, 30 maggio 1882 – Pamplona, 24 luglio 1936) è stato un generale spagnolo, che ricoprì l'incarico di Governatore militare della Guinea spagnola dal 1926 al 1930. All'inizio della guerra civile ricopriva l'incarico di comandante delle Fuerzas Aéreas de la República Española. Arrestato all'aeroporto di Saragozza su decisione del generale Miguel Cabanellas fu trasferito a Pamplona e poi fucilato su decisione del generale Emilio Mola.

## Biografia
Nacque a Montilla, Cordova, il 30 maggio 1882, figlio di Miguel Núñez de Prado y Rodríguez e María Concepción Susbielas y Sans.
Arruolatosi nell'esercito, dopo aver completato gli studi militari presso l'Academia de caballería di Valladolid fu assegnato all'Arma di Cavalleria, entrando in servizio presso il Reggimento lancieri di "Sagunto de Córdoba" nel 1907, sotto gli ordini di suo padre.  Passò poi a prestare servizio presso il Reggimento ussari di "Pavia" di stanza a Madrid, con il grado di tenente. Nel febbraio 1910 partì per il Marocco, assegnato al Reggimento cacciatori di Taxdirt, rientrando in Patria nel 1913 per un periodo di convalescenza e la promozione a capitano. In Spagna seguì un corso sull'utilizzo dell'aviazione in ambito militare e ritornato in colonia si distinse in numerose azioni belliche venendo promosso maggiore e decorato con la Croce dell'Ordine militare di Maria Cristina nel 1914.
Partecipò con il grado di tenente colonnello alla guerra del Rif al comando del Grupo de fuerzas regulares indígenas N.º 2 "Melilla", che nel giugno 1921 era formato da 3 tabores di fanteria e 1 tabor di cavalleria, distinguendosi in numerosi combattimenti. Per il coraggio dimostrato durante un tentativo di rifornire la posizione avanzata di Irrigueben (19 luglio 1921), durante il corso della battaglia di Annual, con Real Orden del 23 gennaio 1923 fu insignito della Medalla Militar individual.
Fu membro della massoneria, col nome simbolico di «Lafayette», iniziato il 4 aprile 1923 nella loggia "Hijos de la Africana" di Melilla.
Nel 1923 passò in forza all'Aeronáutica Militar con il grado di colonnello, assegnato al 1º Reggimento d'aviazione di stanza a Madrid. Durante la dittatura di Primo de Rivera partecipò a numerose cospirazioni nel tentativo di abolire la Monarchia e far proclamare la Repubblica. Promosso generale di brigata nel 1925, l'anno successivo divenne Governatore militare della Guinea spagnola, incarico che mantenne fino al 1930.
All'atto delle proclamazione della Seconda Repubblica spagnola, avvenuta nel 1931, entrò a far parte della Unión Militar Republicana Antifascista (UMRA), e nel 1933 fu promosso al grado di generale di divisione.  comandando in successione la 7ª Divisione di stanza a Burgos, e poi la 2ª di stanza a Siviglia. Nel 1934 passò all'Ispettorato generale dell'esercito a Madrid.
Nel febbraio 1936 ricopriva l'incarico di direttore generale della polizia, e come tale, insieme al generale Sebastián Pozas, comandante della Guardia Civil, si oppose all'intento del generale Francisco Franco, Capo di stato maggiore dell'esercito, di decretare la legge marziale ed effettuare un colpo di Stato durante la crisi del 17-19 febbraio, dopo il primo turno delle elezioni generale che aveva visto il trionfo del Frente Popular.
Il nuovo governo repubblicano lo mantenne al suo posto di Direttore generale dell'Aeronautica, che ricopriva a partire dal gennaio 1936, che gli dava il comando dell'aeronautica militare, di quella navale e dell'aviazione civile. Tale nomina era stata fortemente voluta al fine di smantellare possibili cospirazioni all'interno dell'aeronautica militare che potessero portare ad un colpo di Stato.
Nelle prime ore successive alla sollevazione militare del 17-18 luglio 1936 si assicurò che gli aeroporti e le unità aeree rimanessero fedeli al governo repubblicano. Durante tali ore di portò per via aerea a Saragozza, città rimasta fino ad allora neutrale, al fine di persuadere il generale Miguel Cabanellas, comandante della 5ª Divisione Organica, a non unirsi alla rivolta. Come arrivò nella capitale aragonese fu arrestato e recluso presso la locale Accademia Militare, venendo trasferito pochi giorni dopo a Pamplona e messo a disposizione del generale Emilio Mola. Fu fucilato il 24 luglio 1936, insieme al suo Aiutante di campo.